# Щеврик рудий
Щеврик рудий (Anthus cinnamomeus) — вид горобцеподібних птахів родини плискових (Motacillidae).

## Поширення
Вид поширений на луках і полях у Південній, Центральній і Східній Африці, на південний схід від лінії від Анголи через ДР Конго до Судану, а також окремі популяції в Камеруні, Нігерії та Чаді. Він також трапляється в південно-західній Аравії.

## Опис
Стрункий птах, завдовжки від 15 до 17 см. Оперення верхньої частини буро-коричневе з темними плямами. Його низ білий або ніжно-бежевий, груди плямисті, боки і живіт гладкі. Морда вирізняється характерним візерунком зі світлої смуги над оком і темної смуги на шиї. Зовнішні пера хвоста білі. Ноги довгі й рожеві. Тонкий дзьоб темний із жовтуватою основою біля основи нижньої щелепи.

## Підвиди
Визнано 15 підвидів:
- A. (c.) camaroonensis Shelley, 1900 – нагір’я західного Камеруну;
- A. c. lynesi Bannerman & Bates, 1926 – південно-східна Нігерія до південно-західного Судану;
- A. c. stabilis Clancey, 1986 – локально в Судані та Південному Судані;
- A. c. cinnamomeus Rüppell, 1840 – локально в Ефіопському нагір'ї;
- A. c. eximius Clancey, 1986 – південь Аравійського півострова;
- A. c. annae R.Meinertzhagen, 1921 – узбережжя Африканського Рогу до прибережної Танзанії;
- A. c. itombwensis Prigogine, 1981 – Східне нагір’я ДР Конго;
- A. c. lacuum R.Meinertzhagen, 1920 – периметр озера Вікторія в центральній Танзанії;
- A. c. latistriatus F.J.Jackson, 1899 – гори Ітомбве;
- A. c. winterbottomi Clancey, 1985 – високогір’я Малаві;
- A. c. lichenya Vincent, 1933 – плато тропічної та південно-центральної Африки;
- A. c. spurium Clancey, 1951 – низовини південно-центральної Африки до прибережних низовин Мозамбіку;
- A. c. bocagii Nicholson, 1884 – посушливіші регіони південної центральної Африки;
- A. c. grotei Niethammer, 1957 – регіони з більшою кількістю опадів у Намібії та Ботсвані;
- A. c. rufuloides Roberts, 1936 – плато та низовини Південної Африки , Есватіні та Лесото.